# Santa Maria de Corroncui
Santa Maria de Corroncui és l'antiga església perroquial romànica del poble de Corroncui, a l'antic terme de Viu de Llevata, actualment pertanyent al terme municipal del Pont de Suert. Estava situada al lloc conegut com a Corroncui vell, a llevant del nucli actual de Corroncui, sota la Roca del Molar.

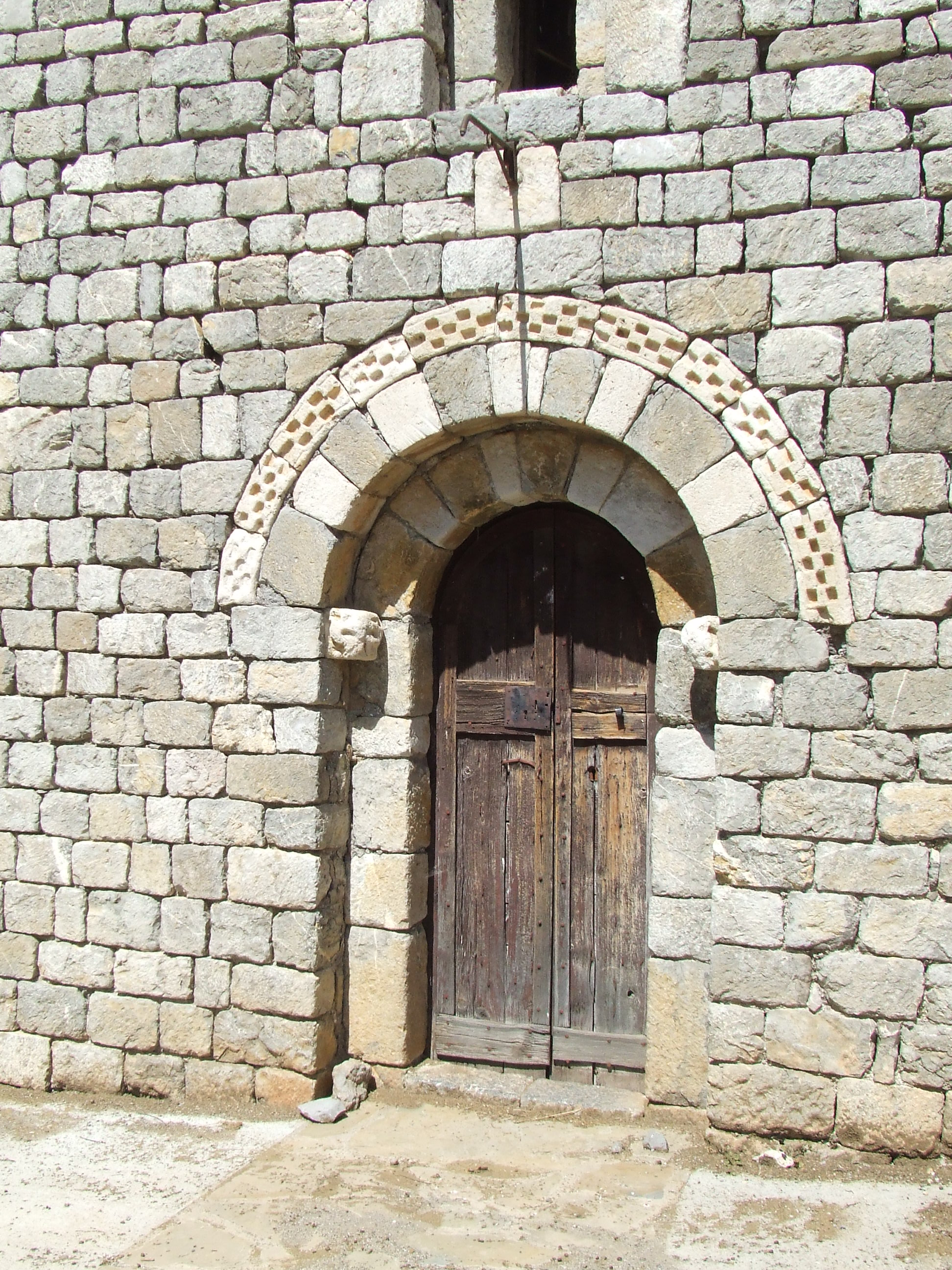
Detall de la portalada de l'església vella, traslladada a la nova

Fou en bona part desmuntada per tal de bastir l'església nova, que també té una part de l'església romànica.
Se'n conserven poques restes, atès que gairebé tota s'aprofità per a la nova església.